# Ключковиці
Ключковиці (пол. Kluczkowice) — село в Польщі, у гміні Ополе-Любельське Опольського повіту Люблінського воєводства.
Населення — 557 осіб (2011).

## Демографія
Демографічна структура станом на 31 березня 2011 року:
|          | Загалом | Допрацездатний вік | Працездатний вік | Постпрацездатний вік |
| -------- | ------- | ------------------ | ---------------- | -------------------- |
| Чоловіки | 278     | 52                 | 185              | 41                   |
| Жінки    | 279     | 49                 | 143              | 87                   |
| Разом    | 557     | 101                | 328              | 128                  |